# دنیس اونس
دنیس اونس (انگلیسی: Dennis Evans; ۱۸ مهٔ ۱۹۳۰ – ۲۳ فوریهٔ ۲۰۰۰) بازیکن فوتبال اهل بریتانیا بود.
از باشگاه‌هایی که در آن بازی کرده‌است می‌توان به باشگاه فوتبال آرسنال اشاره کرد.